# St. Peter und Paul (Röhlingen)

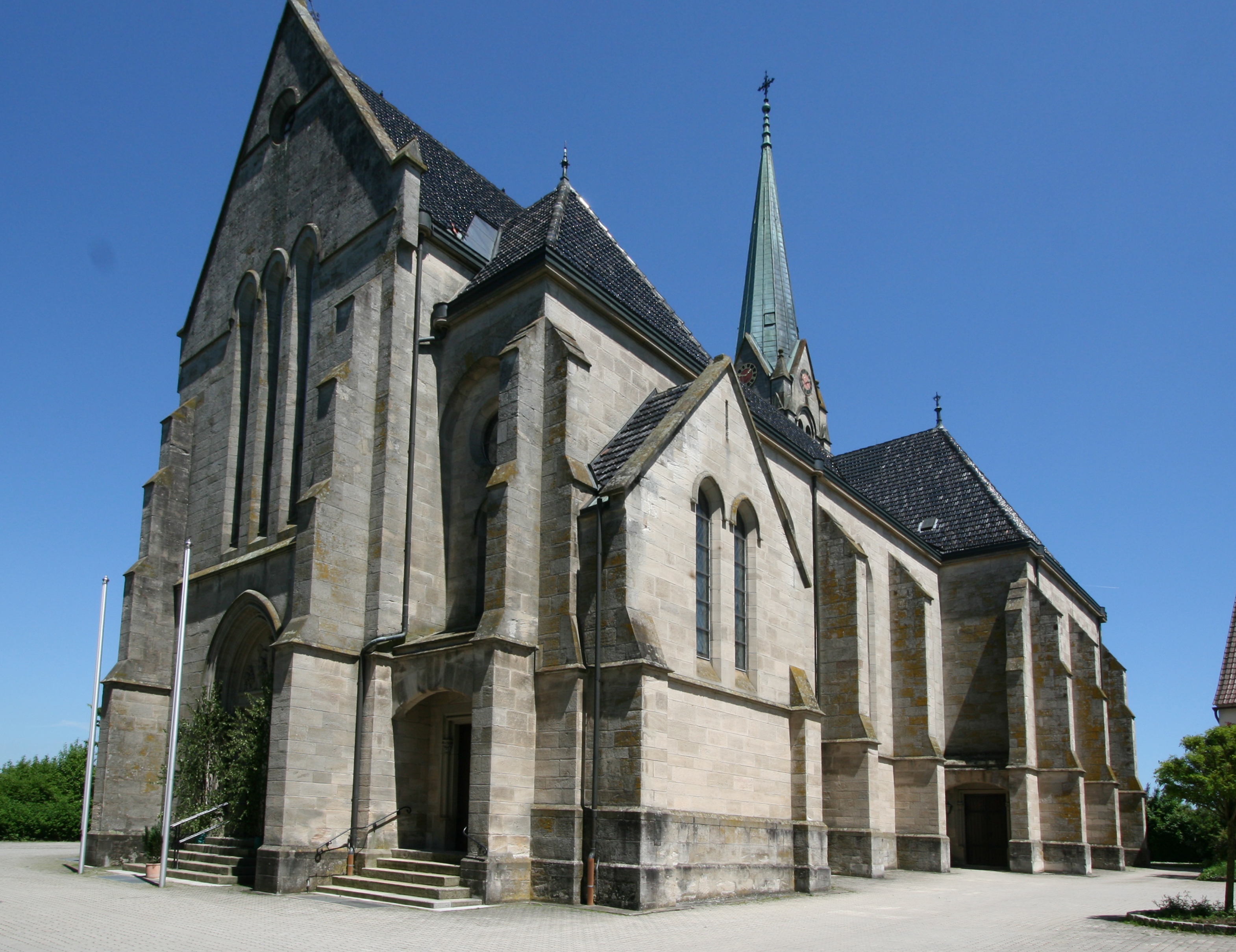
St. Peter und Paul in Röhlingen

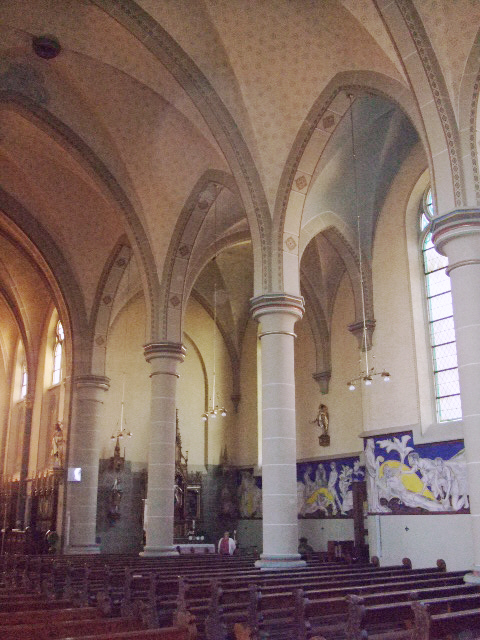
Innenansicht

Die römisch-katholische Pfarrkirche St. Peter und Paul ist ein geschütztes Kulturdenkmal nach dem Denkmalschutzgesetz. Sie steht in Röhlingen, einem Stadtteil von Ellwangen im Ostalbkreis in Baden-Württemberg. Die Kirchengemeinde gehört zum Dekanat Ostalb in der Diözese Rottenburg-Stuttgart.

## Beschreibung
Der romanische Vorgängerbau wurde 1899/1900 durch eine neugotische Hallenkirche aus Quadermauerwerk nach einem Entwurf von Ulrich Pohlhammer ersetzt. Sie besteht aus einem Langhaus mit einem Mittelschiff und zwei Seitenschiffen, einem eingezogenen, dreiseitig geschlossenen Chor im Osten, zwischen denen ein Querschiff eingefügt ist, die von Strebepfeilern gestützt werden, und einem Chorflankenturm an der Nordwand des Chors. Das mit einem Tympanon mit einem steinernen Relief bedeckte Portal befindet sich in der Fassade im Westen. 
Im Innenraum des Langhauses hat Alois Schenk 1919 bis 1922 einen Kreuzweg als Fries geschaffen. Die Orgel wurde 1908 von Gebr. Späth Orgelbau errichtet und von derselben Firma 1943 erweitert.